# Lacourt-Saint-Pierre
Lacourt-Saint-Pierre è un comune francese di 1 104 abitanti situato nel dipartimento del Tarn e Garonna nella regione dell'Occitania.

## Società

### Evoluzione demografica
Abitanti censiti